# John Hilton (voetballer)
John Hilton (Long Beach, 15 juni 2001) is een Amerikaans voetballer van Braziliaanse afkomst die als linksback voor FC Dordrecht speelt.

## Carrière
Hilton kwam in de jeugd uit voor Chivas USA, AFC, La Galaxy, Koninklijke HFC en FC Volendam. Op 11 januari 2020 debuteerde hij voor Jong FC Volendam in de Tweede divisie in de met 3-2 verloren uitwedstrijd tegen VV Katwijk. Op 6 augustus 2021 debuteerde hij in het eerste elftal, in de met 2-2 gelijk gespeelde uitwedstrijd tegen FC Eindhoven. Hij stond in de basis en werd in de 79e minuut vervangen door Josh Flint. Hilton kwam in totaal tot negen wedstrijden voor FC Volendam. In juni 2022 maakte hij de keuze om zijn carriere voort te zetten bij Koninklijke HFC. Hier werd hij gehaald voor de naar Spakenburg vertrokken linksback Vincent Volkert.
In juli 2023 tekende Hilton een contract tot medio 2025 bij FC Dordrecht, met een optie voor een extra seizoen. Hij maakte op 11 augustus 2023 zijn debuut voor de club, tegen NAC Breda. Hij speelde de hele wedstrijd, en scoorde meteen zijn eerste doelpunt. Hij opende de scoorde op aangeven van Jop van der Avert; de wedstrijd eindigde in 2-2.

## Statistieken

#### Senioren
| Seizoen                        | Club            | Land      | Competitie     | Competitie | Competitie | Beker | Beker | Overig | Overig | Totaal | Totaal |
| Seizoen                        | Club            | Land      | Competitie     | Wed.       | Dlp.       | Wed.  | Dlp.  | Wed.   | Dlp.   | Wed.   | Dlp.   |
| ------------------------------ | --------------- | --------- | -------------- | ---------- | ---------- | ----- | ----- | ------ | ------ | ------ | ------ |
| 2021/22                        | FC Volendam     | Nederland | Eerste divisie | 9          | 0          | 0     | 0     | 0      | 0      | 9      | 0      |
| 2022/23                        | Koninklijke HFC | Nederland | Tweede divisie | 32         | 1          | 1     | 0     | 0      | 0      | 33     | 1      |
| 2023/24                        | FC Dordrecht    | Nederland | Eerste divisie | 36         | 1          | 2     | 0     | 0      | 0      | 38     | 1      |
| 2024/25                        | FC Dordrecht    | Nederland | Eerste divisie | 20         | 0          | 1     | 0     | 0      | 0      | 21     | 0      |
| Totaal                         | Totaal          | Totaal    | Totaal         | 97         | 2          | 4     | 0     | 0      | 0      | 101    |        |
| Bijgewerkt op 13 februari 2025 |                 |           |                |            |            |       |       |        |        |        |        |